# Cyrillopsis micrantha
 (septembre 2024).
Espèce
Statut de conservation UICN

 VU  : Vulnérable
Cyrillopsis micrantha est une espèce de plantes à fleurs dicotylédones de la famille des Ixonanthaceae. Son aire de répartition indigène est le Venezuela (Bolívar). C'est un arbuste qui pousse principalement dans le biome tropical humide.

## Description
Cyrillopsis micrantha est un arbrisseau glabre aux feuilles groupées près du sommet des rameaux.

## Répartition
Cet arbuste est endémique du Venezuela.

## Systématique
Le nom correct complet (avec auteur) de ce taxon est Cyrillopsis micrantha (Steyerm.) P.E.Berry & N.Ramírez (d).
L'espèce a été initialement classée dans le genre Ochthocosmus sous le basionyme Ochthocosmus micranthus Steyerm..
Cyrillopsis micrantha a pour synonymes :
- Cyrillopsis micrantha Steyerm., 1995
- Ochthocosmus micranthus Steyerm.